# C. Martin Croker
Clay Martin Croker  (Smyrna, Georgia; 10 de enero de 1962-Atlanta, Georgia; 17 de septiembre de 2016) fue un animador y actor de voz estadounidense. Conocido por haberle proporcionado la voz a Zorak en la serie animada El Show de Brak y a Moltar en la serie animadada Space Ghost Coast to Coast.

## Primeros años
En 1988 comenzó su carrera profesional en animación proporcionando animación de estilo "Laser Show" en Stone Mountain. A principios de la década de 1990 animó varias promociones de "TNT Toons" para TNT.
En 1998 ayudó a animar y diseñar parachoques para Cartoon Network. Croker también trabajó en varios comerciales y parachoques que a menudo presentaban personajes de dibujos animados muy conocidos.

## Muerte
El 17 de septiembre de 2016, Croker se enfermó repentinamente, vomitó y desarrolló fiebre. Creía que se trataba de una intoxicación alimentaria por consumir un almuerzo reciente que consistía en sushi. Después de llegar a casa, Croker murió unas horas más tarde; tenía 54 años. No se ha revelado públicamente la causa de la muerte.

## Tributos
Adult Swim lo honró al volver a emitir el primer episodio de Space Ghost Coast to Coast, "Elevator", el 19 de septiembre de 2016 como una presentación especial. El tributo comenzó con una breve descripción de la contribución de Croker a Space Ghost y Adult Swim, con las palabras que su personaje Zorak dijo en un episodio: "Piensa en mí cuando mires al cielo nocturno", luego se reprodujo el episodio. Al final del episodio en la pantalla se mostraba "C. Martin Croker [1962-2016]". A raíz de la noticia de su muerte, los amigos y colegas de Croker, como sus amigos de Coast to Coast George Lowe y Andy Merrill, le rindieron homenaje en publicaciones en las redes sociales.. Adult Swim hizo que casi todos los episodios de Space Ghost Coast to Coast estuvieran disponibles de forma gratuita en su sitio web en honor a él. 
El 24 de septiembre de 2016, Croker fue honrado al comienzo de Toonami en un segmento en el que TOM recibe una transmisión de Moltar diciendo que regresará a su planeta de origen y no volverá. TOM le desea a Moltar la mejor de las suertes y le dice "Que su horno permanezca encendido para siempre". Luego se mostró una imagen de Croker, con la leyenda "(1962-2016)".